# Consistório Ordinário Público de 1935
Em 21 de novembro de 1935, o Papa Pio nomeou 18 prelados que planejava fazer cardeais em um consistório em 16 de dezembro. Treze eram italianos e cinco vieram de outros países. Um deles foi o primeiro patriarca do Rito Oriental a entrar no Colégio desde 1895. Foi o primeiro consistório a criar até 18 cardeais desde que Pio X o fez em 1911 . Pio também revelou os nomes de dois que acrescentou em segredo em 1933. Quatro dos novos cardeais, núncios papais incapazes de participar da cerimônia, participaram da próxima recepção de novos cardeais em junho de 1936.Como foi tradicional para o núncio apostólico na Espanha, Tedeschino, criado em pectoreno consistório anterior, recebeu seu biretta vermelho do presidente espanhol Alcalá Zaomora, chefe de "uma das nações mais oficialmente anticlericais do mundo". Com este consistório, o Colégio cresceu para 68 membros, 37 deles italianos.

## Cardeais Eleitores
| Nº                  | País               | Nome                                 | Idade              | Cargo                                                                      | Título ou Diaconia                                                     |
| Cardeais eleitores  | Cardeais eleitores | Cardeais eleitores                   | Cardeais eleitores | Cardeais eleitores                                                         | Cardeais eleitores                                                     |
| ------------------- | ------------------ | ------------------------------------ | ------------------ | -------------------------------------------------------------------------- | ---------------------------------------------------------------------- |
| 1                   | Líbano             | Ignatius Gabriel I Tappouni          | 56                 | Patriarca católico sírio de Antioquia                                      | Cardeal-presbítero de Santos Doze Apóstolos                            |
| 2                   | Itália             | Enrico Sibilia                       | 74                 | Núncio-Apostólico na Áustria                                               | Cardeal-presbítero de Santa Maria Nova                                 |
| 3                   | Itália             | Francesco Marmaggi                   | 59                 | Núncio-Apostólico na Polônia                                               | Cardeal-presbítero de Santa Cecília                                    |
| 4                   | Itália             | Luigi Maglione                       | 58                 | Núncio-Apostólico na França                                                | Cardeal-presbítero de Santa Pudenciana                                 |
| 5                   | Itália             | Carlo Cremonesi                      | 69                 | Prefeito da Esmolaria Apostólica                                           | Cardeal-presbítero de São Lourenço em Lucina                           |
| 6                   | França             | Alfred-Henri-Marie Baudrillart, C.O. | 76                 | Reitor do Instituto Católico de Paris                                      | Cardeal-presbítero de São Bernardo nas Termas Dioclecianas             |
| 7                   | França             | Emmanuel Célestin Suhard             | 61                 | Arcebispo de Reims                                                         | Cardeal-presbítero de Santo Onofre                                     |
| 8                   | República Checa    | Karel Kašpar                         | 65                 | Arcebispo de Praga                                                         | Cardeal-presbítero de Santos Vital, Valéria, Gervásio e Protásio       |
| 9                   | Argentina          | Santiago Copello                     | 55                 | Arcebispo de Buenos Aires                                                  | Cardeal-presbítero de São Jerônimo dos Croatas                         |
| 10                  | Espanha            | Isidro Goma y Tomas                  | 65                 | Arcebispo de Toledo                                                        | Cardeal-presbítero de São Pedro em Montorio                            |
| 11                  | Itália             | Camillo Caccia Dominioni             | 58                 | Prefeito da Prefeitura da Casa Pontifícia                                  | Cardeal-diácono de Santa Maria em Domnica                              |
| 12                  | Itália             | Nicola Canali                        | 61                 | Oficial da Congregação para a Doutrina da Fé                               | Cardeal-diácono de São Nicolau no Cárcere                              |
| 13                  | Itália             | Domenico Jorio                       | 68                 | Secretario de Congregação para o Culto Divino e Disciplina dos Sacramentos | Cardeal-diácono de Santo Apolinário nas Termas Neronianas-Alexandrinas |
| 14                  | Itália             | Vincenzo Lapuma                      | 61                 | Secretário da Congregação para os Assuntos dos Religiosos                  | Cardeal-diácono de Santos Cosme e Damião                               |
| 15                  | Itália             | Federico Cattani Amadori             | 79                 | Secretário da Signatura Apostólica                                         | Cardeal-diácono de Santa Maria em Aquiro                               |
| 16                  | Itália             | Massimo Massimi                      | 58                 | Decano da Rota Romana                                                      | Cardeal-diácono de Santa Maria em Portico Campitelli                   |
| 17                  | Itália             | Domenico Mariani                     | 72                 | Secretário da Administração do Patrimônio da Sé Apostólica                 | Cardeal-diácono de São Cesário em Palatio                              |
| 18                  | Itália             | Pedro Boetto, S.J.                   | 64                 | Sacerdote da Companhia de Jesus                                            | Cardeal-diácono de Santo Ângelo em Pescheria                           |
| Revelado In Pectore |                    |                                      |                    |                                                                            |                                                                        |
| 19                  | Itália             | Federico Tedeschini                  | 62                 | Núncio Apostólico na Espanha                                               | Cardeal-presbítero de Santa Maria da Vitória                           |
| 20                  | Itália             | Carlo Salotti                        | 65                 | Secretário Congregação para a Evangelização dos Povos                      | Cardeal-presbítero de São Bartolomeu na Ilha Tiberina                  |

## Link Externo
- «Catholic Hierarchy» (em inglês)